# Gustav Winckler
Gustav Frands Wilzeck Winckler (Copenhague, 13 de octubre de 1925 - Viborg, Dinamarca, 20 de enero de 1979) fue un popular cantante, compositor y editor de música danés. Creció en el distrito de Nørrebro de la ciudad de Copenhague y comenzó su carrera como decorador.

## Carrera
En 1948 ganó un concurso de talentos celebrado en el National Scala de Copenhague, así como muchos otros en Copenhague. Se le solía comparar a Bing Crosby. 
Finalmente se abrió camino en 1950 con apariciones regulares en la radio danesa Danmarks Radio y realizó su primera grabación. Durante los años 50 grabó y realizó actuaciones por Dinamarca, Alemania (bajo el nombre de Gunnar Winkler) e Inglaterra (bajo el seudónimo Sam Payne).
En 1957 tras calificarse en el Dansk Melodi Grand Prix representó a Dinamarca en el Festival de Eurovisión, actuando en el Festival de la Canción de Eurovisión 1957 donde cantó "Skibet skal sejle i nat" ("El barco parte esta noche") con Birthe Wilke. Consiguieron la tercera posición, y dejaron pasmada a la audiencia con un beso de 13 segundos de duración durante la actuación.
Volvió a intentar ir al Festival de Eurovisión dos veces más, en 1964 con "Ugler i mosen", y en 1966 con "Salami".
Murió en un accidente de tráfico en 1979.
Su hermano Jørgen Winckler también grabó canciones durante los años 50 y principios de los 60.

### Libros
- Laursen, Carsten Michael (1999). ''Top-Pop: Navne i dansk pop 1950-2000"' ("Top-Pop: Nombres del pop danés 1950-2000"). L&R Fakta. ISBN 87-614-0086-6.